# Thiells (New York)
Thiells est une census-designated place du comté de Rockland, dans l'État de New York, aux États-Unis,. En 2020, elle compte une population de 5 240 habitants.